# CYP46A1
CYP46A1 (англ. Cytochrome P450 family 46 subfamily A member 1) – білок, який кодується однойменним геном, розташованим у людей на короткому плечі 14-ї хромосоми. Довжина поліпептидного ланцюга білка становить 500 амінокислот, а молекулярна маса — 56 821.
| 10         |  | 20         |  | 30         |  | 40         |  | 50         |
| ---------- |  | ---------- |  | ---------- |  | ---------- |  | ---------- |
| MSPGLLLLGS |  | AVLLAFGLCC |  | TFVHRARSRY |  | EHIPGPPRPS |  | FLLGHLPCFW |
| KKDEVGGRVL |  | QDVFLDWAKK |  | YGPVVRVNVF |  | HKTSVIVTSP |  | ESVKKFLMST |
| KYNKDSKMYR |  | ALQTVFGERL |  | FGQGLVSECN |  | YERWHKQRRV |  | IDLAFSRSSL |
| VSLMETFNEK |  | AEQLVEILEA |  | KADGQTPVSM |  | QDMLTYTAMD |  | ILAKAAFGME |
| TSMLLGAQKP |  | LSQAVKLMLE |  | GITASRNTLA |  | KFLPGKRKQL |  | REVRESIRFL |
| RQVGRDWVQR |  | RREALKRGEE |  | VPADILTQIL |  | KAEEGAQDDE |  | GLLDNFVTFF |
| IAGHETSANH |  | LAFTVMELSR |  | QPEIVARLQA |  | EVDEVIGSKR |  | YLDFEDLGRL |
| QYLSQVLKES |  | LRLYPPAWGT |  | FRLLEEETLI |  | DGVRVPGNTP |  | LLFSTYVMGR |
| MDTYFEDPLT |  | FNPDRFGPGA |  | PKPRFTYFPF |  | SLGHRSCIGQ |  | QFAQMEVKVV |
| MAKLLQRLEF |  | RLVPGQRFGL |  | QEQATLKPLD |  | PVLCTLRPRG |  | WQPAPPPPPC |
|            |  |            |  |            |  |            |  |            |

A: Аланін

C: Цистеїн

D: Аспарагінова кислота

E: Глутамінова кислота

F: Фенілаланін

G: Гліцин

H: Гістидин

I: Ізолейцин

K: Лізин

L: Лейцин

M: Метіонін

N: Аспарагін

P: Пролін

Q: Глутамін

R: Аргінін

S: Серин

T: Треонін

V: Валін

W: Триптофан

Кодований геном білок за функцією належить до оксидоредуктаз. 
Задіяний у таких біологічних процесах, як метаболізм ліпідів, метаболізм холестеролу, метаболізм стероїдів, метаболізм стеролів, альтернативний сплайсинг. 
Білок має сайт для зв'язування з іонами металів, іоном заліза, гемом, НАДФ. 
Локалізований у мембрані, ендоплазматичному ретикулумі, мікросомах.